# Nervilia cumberlegii
Nervilia cumberlegii är en orkidéart som beskrevs av Gunnar Seidenfaden och Tem Smitinand. Nervilia cumberlegii ingår i släktet Nervilia och familjen orkidéer. Inga underarter finns listade i Catalogue of Life.